# Cloverfield
Cloverfield je ameriška znanstvenofantastična pošastna grozljivka iz leta 2008.
Film je predstavljen kot najdeni posnetki, posneti z domačo kamero. Spremlja šest mladih prebivalcev mesta New York, ki bežijo pred ogromno pošastjo, ki napade mesto, medtem ko imajo oni zabavo.
Film je bil med kritiki dobro sprejet in je zaslužil 170,8 miljona dolarjev ob 25-milijonskem proračunu.

## Zgodba
Zgodba je prikazana v obliki najdenih posnetkov iz domače kamere, ki so jih našli in popravili uslužbenci ameriškega Ministrstva za obrambo. Posnetki večinoma vsebujejo prizore, posnete v noči na petek 22. maja. Občasen film prikazuje starejše dogodke, posnete na prejšnjem videu.

## Zasedba
- Michael Stahl-David kot Robert "Rob" Hawkins
- Odette Yustman kot Elizabeth "Beth" McIntyre
- T. J. Miller kot Hudson "Hud" Platt
- Jessica Lucas kot Lily Ford
- Lizzy Caplan kot Marlena Diamond
- Mike Vogel kot Jason Hawkins
- Ben Feldman kot Travis
- Billy Brown kot Staff Sgt. Pryce
- Theo Rossi kot Antonio